# Wirtschaftsprüfer

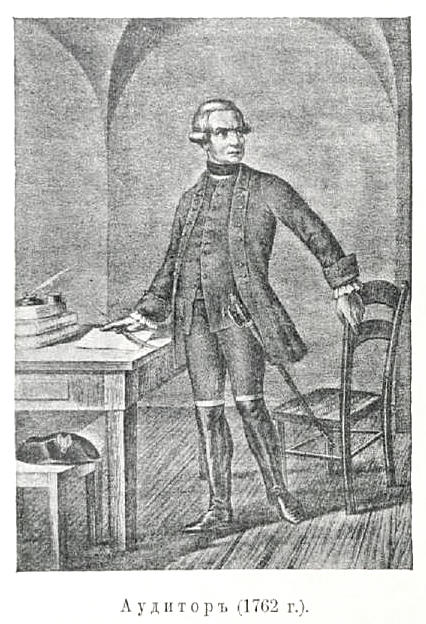
Wirtschaftsprüfer (1762)

Wirtschaftsprüfer (häufig abgekürzt WP) ist ein freier Beruf der als solcher in der Bundesrepublik Deutschland nach § 15 WPO ein öffentliches Amt bestellt (öffentlicher Verwaltungsakt) wurde (§ 1 WPO) um Jahresabschlüsse und konsolidierte Abschlüsse zu prüfen. Die Bestellung zum Wirtschaftsprüfer setzt den Nachweis der persönlichen (§ 10 [Versagung der Zulassung] WPO alte Fassung) und fachlichen Eignung (§ 9 [Voraussetzungen für die Zulassung (Prüfungstätigkeit); Verordnungsermächtigung] WPO) im Prüfungsverfahren (Wirtschaftsprüferexamen) voraus. Zu den Aufgaben von Wirtschaftsprüfern gehören unter anderem die Wirtschaftsprüfung über die ordnungsmäßige Buchführung eines Unternehmens und die Prüfung eines den einschlägigen Vorschriften entsprechenden Jahresabschlusses und Konzernabschlusses sowie des (Konzern-)Lageberichts. Ein festgestellter, der gesetzlichen Prüfungspflicht unterliegender Jahresabschluss, der nicht vom bestellten Wirtschaftsprüfer geprüft wurde, ist bei Aktiengesellschaften bzw. Gesellschaften mit beschränkter Haftung nach § 256 I Nr. 3 AktG bzw. § 42a GmbH nichtig.

## Geschichte
Der Beruf des Wirtschaftsprüfers in Deutschland entstand durch die 1. Durchführungsverordnung zur Verordnung des Reichspräsidenten über Aktienrecht, Bankenaufsicht und über eine Steueramnestie am 15. Dezember 1931. Wirtschaftsprüfer mussten öffentlich bestellt und Prüfungsgesellschaften eingetragen sein.:16
Die Länder des Deutschen Reiches legten „den rechtlichen und institutionellen Rahmen“ für den neuen Beruf fest. 1931 entstanden zwölf Zulassungs- und Prüfungsstellen für Wirtschaftsprüfer.:17
Anfang 1932 waren in Deutschland ungefähr 280 Wirtschaftsprüfer bestellt und 32 Wirtschaftsprüfungsgesellschaften eingetragen.:21

## Rechtslage in Deutschland
Verpflichtende Jahresabschlussprüfungen i. S. d. § 316 I HGB sind nach § 319 I 1 HGB Wirtschaftsprüfern und Wirtschaftsprüfungsgesellschaften vorbehalten. Bei mittelgroße GmbH und Personengesellschaften sind bereits auch vereidigte Buchprüfer und Buchprüfungsgesellschaften prüfungsbefugt (§ 319 I 2 HGB). Nach Artikel 25 EGHGB sind auch genossenschaftlich Prüfungsverbände prüfungsbefugt, ebenso nach Art 16 III 1 MaBV, welche die Vorbehaltsaufgabe der Prüfung von Unternehmensabschlüssen der Genossenschaften innehaben (§§ 53, 55 GenG). Kreditinstitute sind nach § 340k HGB neben dem Wirtschaftsprüfer auch durch Prüfungsstellen für Sparkassen- und Giroverbände bzw. durch genossenschaftliche Prüfungsverbände zu prüfen. Für die Prüfung kommunaler Eigenbetrieb sind nach einigen Landesgesetzen ausschließlich oder jedenfalls auch bestimmte Prüfungsämter zuständig. § 33 AktG setzt für die gesetzlich vorgeschriebene Gründungsprüfung bei AG sogar lediglich bestimmte Erfahrungen und Fachkenntnisse voraus, ohne eine Berufsgruppe oder Organisation explizit zu nennen. Gleiches gilt nach § 16 III 2 MaBV für die Prüfung bei Gewerbetreibenden i. S. v. § 34c I Nr. 1 GewO bezogen auf die Prüfung nach § 16 II MaBV.

### Berufsbild
Folgende Aufgaben bestimmen das Berufsbild vorrangig (vgl. § 2 Wirtschaftsprüferordnung (WPO)):
- I. Prüfungstätigkeit: Wirtschaftsprüfer haben die berufliche Aufgabe, betriebswirtschaftliche Prüfungen, insbesondere solche von Jahresabschlüssen wirtschaftlicher Unternehmen, durchzuführen und Bestätigungsvermerke über die Vornahme und das Ergebnis solcher Prüfungen zu erteilen (§ 2 Abs. 1 WPO).[7] Maßgeblich prägt dabei die Vorbehaltsaufgabe, die durch Gesetz vorgeschriebene Prüfung von Jahresabschlüssen und Lageberichten sowie Konzernabschlüssen und Konzernlageberichten unter Beachtung der Grundsätze ordnungsmäßiger Buchführung ein den tatsächlichen Verhältnissen entsprechendes Bild der Vermögens-, Finanz- und Ertragslage. durchzuführen und Bestätigungsvermerke über die Vornahme und das Ergebnis solcher Prüfungen zu erteilen bzw. zu versagen.[8] Dies umfasst auch Prüfungen von nach international anerkannten Rechnungslegungsgrundsätzen[9] aufgestellten Jahres- und Konzernabschlüssen und sonstige gesetzlich vorgeschriebene Prüfungen, wie zum Beispiel Sonderprüfungen zur Gründung oder Geschäftsführung nach dem Aktiengesetz, namentlich auch bei Maßnahmen der Kapitalbeschaffung und Kapitalherabsetzung (§§ 142–149 AktG) oder Verschmelzungsprüfungen[10][11].

Aufgrund seiner besonderen Befähigung werden dem Wirtschaftsprüfer regelmäßig auch sonstige betriebswirtschaftliche Prüfungen übertragen, wie etwa Due-Diligence-Prüfungen und Unterschlagungsprüfungen (vgl. § 2 III 1 Nr. 2 WPO).
Darüber hinaus beraten Wirtschaftsprüfer ihre Mandanten in steuerlichen und wirtschaftlichen Fragen, z. B. bei Unternehmensgründungen, Börsengängen und in Fällen von Wirtschaftskriminalität.
- II. Gutachter/Sachverständigentätigkeit: Ebenfalls zum Berufsbild gehört die Tätigkeit als Gutachter oder Sachverständiger in allen Bereichen der wirtschaftlichen Betriebsführung, zu der zum Beispiel die Unternehmensbewertung zählt, nehmen treuhänderische Aufgaben wahr bzw. können vor Gericht auftreten (vgl. § 2 III 1 Nr. 1 WPO).[13]
- III. Rechtsberatung: In Angelegenheiten, mit denen der Wirtschaftsprüfer beruflich befasst ist, die in unmittelbarem Zusammenhang mit seinen Aufgaben stehen und die er ohne die Rechtsberatung nicht sachgemäß erledigen kann, ist der Wirtschaftsprüfer auch zur Rechtsbesorgung/-beratung befugt (vgl. § 2 III 1 Nr. 2 WPO).
- III. Steuerberatung (§ 2 II i. V. m. §§ 3 StBerG): Zu den beruflichen Vorbehaltsaufgaben zählt die unbeschränkte (geschäftsmäßige) Hilfeleistung in Steuersachen, also die Steuerberatung. Sie umfasst auch das Recht der Vertretung der Steuerpflichtigen vor den Finanzbehörden und Finanzgerichten, sowie Verwaltungsgerichten, soweit es sich um die Überprüfung steuerlich relevanter Verwaltungsakte handelt (§ 2 II WPO).

### Berufspflichten
Aufgrund der besonderen Verantwortung, die der Wirtschaftsprüfer durch seine Aufgaben übernimmt, sind bei der Ausübung seiner Tätigkeit u. a. die folgenden Berufspflichten zu erfüllen (vgl. § 43, § 43a und § 49 WPO).
- Berufswürdiges Verhalten: Der Wirtschaftsprüfer hat sich sowohl innerhalb als auch außerhalb seiner Berufstätigkeit des Vertrauens und der Achtung würdig zu erweisen, die der Beruf erfordert.
- Eigenverantwortung: Der Wirtschaftsprüfer ist gehalten, seinen Beruf eigenverantwortlich auszuüben. Er hat sein Handeln in eigener Verantwortung zu bestimmen, sich selbst ein Urteil zu bilden und seine Entscheidungen selbst zu treffen. Dieser Berufsgrundsatz kann heute bei den großen Wirtschaftsprüfungsgesellschaften nicht mehr von einzelnen angestellten Wirtschaftsprüfern eingehalten werden, er wird daher von der jeweiligen Wirtschaftsprüfungsgesellschaft insgesamt eingehalten.
- Gewissenhaftigkeit: Der Wirtschaftsprüfer hat seinen Beruf gewissenhaft auszuüben. Aufträge sind ordnungsgemäß zu bearbeiten. Bei der Einstellung von Mitarbeitern sind deren fachliche und persönliche Eignung zu prüfen. Mitarbeiter sind über Berufspflichten zu unterrichten (insbesondere Verschwiegenheit), für ihre angemessene praktische und theoretische Aus- und Fortbildung ist zu sorgen.
- Unabhängigkeit: Der Wirtschaftsprüfer muss unabhängig, d. h. frei von Bindungen sein, die die berufliche Entscheidungsfreiheit beeinflussen oder beeinträchtigen könnten.[14]
- Unbefangenheit: Die Funktion der Abschlussprüfung verlangt, dass der Wirtschaftsprüfer bei seinen Feststellungen, Beurteilungen und Entscheidungen frei von Einflüssen, Bindungen und Rücksichten ist – und zwar gleichgültig, ob sie persönlicher, wirtschaftlicher oder rechtlicher Natur sind.
- Unparteilichkeit: Der Wirtschaftsprüfer hat sich bei der Prüfungstätigkeit und der Erstattung von Gutachten unparteiisch zu verhalten.[15]
- Verschwiegenheit: Die Pflicht zur Verschwiegenheit bildet die Grundlage für das Vertrauensverhältnis zum Mandanten. Alle dem Wirtschaftsprüfer bei seiner Berufstätigkeit anvertrauten Tatsachen und Umstände dürfen nicht unbefugt offenbart werden.[16]

Die Funktion eines Abschlussprüfers im öffentlichen Interesse ist entscheidend, da viele Personen und Institutionen auf die Qualität seiner Arbeit angewiesen sind, was die Integrität und Effizienz der Märkte fördert. Dabei können Wirtschaftsprüfer die Grundsätze des Ethik-Kodexes der International Federation of Accountants (IFAC) berücksichtigen:
- Integrität bedeutet im Code of Ethics der International Federation of Accountants, dass ein Prüfer in Geschäftsbeziehungen offen und ehrlich sein sollte (Section R111).[19]
- Objektivität bedeutet, dass ein Wirtschaftsprüfer sein Urteil unvoreingenommen, frei von Interessenkonflikten oder unangemessenen Einflüssen von anderen abgeben sollte (IFAC Code of Ethics R112).

Wirtschaftsprüfer haben die „internationale Prüfungsstandards“ die International Standards on Auditing (ISA), den International Standard on Quality Control 1 und andere damit zusammenhängende Standards, die vom Internationalen Wirtschaftsprüferverband (IFAC) über das International Auditing and Assurance Standards Board (IAASB) herausgegeben wurden, entsprechend anzuwenden.

### Zulassungsverfahren
Die Zulassung als Wirtschaftsprüfer setzt ein Staatsexamen voraus. Zum Examen wird zugelassen, wer
- ein abgeschlossenes Hochschulstudium oder ausnahmsweise eine langjährige Tätigkeit für einen Wirtschaftsprüfer o. ä. (§ 8, § 8a WPO) und
- mindestens dreijährige Tätigkeit bei einer in § 2 Abs. 2 WPO genannten Stelle, z. B. Wirtschaftsprüfungsgesellschaft, davon mindestens zwei Jahre hauptsächlich im Bereich der Abschlussprüfung (§ 9 Abs. 1 und 2 WPO), nachweisen kann.

Neben dem Examen sind persönliche Voraussetzungen nachzuweisen (§ 16 WPO), insbesondere
- der Abschluss einer Vermögensschadenhaftpflichtversicherung,
- das Recht, öffentliche Ämter zu bekleiden,
- geordnete Vermögensverhältnisse,
- gesundheitliche Eignung und
- berufspflichtkonformes Verhalten.

Das Zulassungsverfahren wird von der Wirtschaftsprüferkammer bundeseinheitlich durchgeführt. Sie bestellt die Kandidaten mit Bestehen des Examens und nimmt die Vereidigung vor. Hiernach darf die Berufsbezeichnung Wirtschaftsprüfer/-in geführt werden. Bei der Erfüllung der Vorbehaltsaufgaben gilt die Siegelpflicht.
Die Prüfung gilt als sehr anspruchsvolles Berufsexamen, ihre Inhalte sind in § 4 Wirtschaftsprüferprüfungsverordnung (WiPrPrüfV) festgelegt. Prüfungsgebiete sind
- A. Wirtschaftliches Prüfungswesen[22], Unternehmensbewertung[23] und Berufsrecht[24],
- B. Angewandte Betriebswirtschaftslehre[25], Volkswirtschaftslehre[26],
- C. Wirtschaftsrecht[27],
- D. Steuerrecht.

Die Prüfung besteht aus einem schriftlichen und einem mündlichen Teil, sie wird halbjährlich angeboten. Der schriftliche Teil umfasst sieben Aufsichtsarbeiten (eine im Fach Wirtschaftsrecht und je zwei in den übrigen Prüfungsgebieten) mit vier- bis sechsstündiger Bearbeitungsdauer. Das Erreichen eines bestimmten Notendurchschnittes berechtigt zur Teilnahme am mündlichen Teil. Je nach Endnote kann die Kommission eine Ergänzungsprüfung in ein oder zwei Prüfungsgebieten anordnen. Eine Ergänzungsprüfung erfordert die erneute Teilnahme am schriftlichen und mündlichen Teil eines Prüfungstermins (meist im Folgejahr) in den betreffenden Prüfungsgebieten. Die gesamte Prüfung (bei Nichterreichen des erforderlichen Notendurchschnittes für die Zulassung zur mündlichen Prüfung, bei Durchfallen durch die mündliche Prüfung oder bei Nichtbestehen der Ergänzungsprüfung) kann zweimal wiederholt werden.
Eine Verkürzung ist für Steuerberater möglich. Diese können ihr Steuerberaterexamen als Prüfungsleistung im Steuerrecht nach § 13 WPO anrechnen lassen. Volljuristen, Volks- und Betriebswirte hingegen müssen die sogenannte Vollprüfung ablegen.
Eine Ausnahme stellt der erfolgreiche Abschluss eines wirtschaftswissenschaftlichen Masterstudiengangs im Sinne des § 13b WPO dar. Erfolgreiche Absolventen eines solchen „als zur Ausbildung von Berufsangehörigen besonders geeignet anerkannten Studiengangs“ erhalten bis zu drei der insgesamt sieben Prüfungsleistungen im WP-Examen anerkannt bzw. erlassen. Zurzeit akkreditiert sind unter anderem die Masterstudiengänge Master in Auditing der Leuphana Universität Lüneburg, Auditing, Finance and Taxation (MAFT) der Hochschule Osnabrück/ Fachhochschule Münster, der Mannheim Master of Accounting & Taxation der Mannheim Business School, Master in Auditing der Frankfurt School of Finance and Management/ Hochschule Mainz und der Masterstudiengang Auditing and Taxation der Hochschule Pforzheim. Daneben erlaubt § 13b WPO eine Anrechnung einzelner Prüfungsleistungen im Rahmen einer Hochschulausbildung, wenn die Gleichwertigkeit der Prüfungsleistung in Inhalt, Form und Umfang mit den in § 4 WPO aufgeführten Anforderungen im Zulassungsverfahren durch die Prüfungsstelle festgestellt wird. Die deutlich größere Zahl der aktuell von der WPK akkreditierten Studiengänge nach § 13b WPO ist hier gelistet.
Um Transparenz hinsichtlich des umfangreichen Examensstoffes zu schaffen, hat der IDW/WPK-Arbeitskreis Reform des Wirtschaftsprüfungsexamens eine inhaltliche Konkretisierung der Prüfungsgebiete vorgenommen. Die Veröffentlichung ist als Empfehlung für alle an Ausbildung und Examen Beteiligten zu verstehen.
Die Durchfallquoten der Prüfungen sind über die Jahre gleichbleibend hoch, etwa die Hälfte aller Prüflinge besteht nicht. Im Mittel der Jahre 2004 bis 2017 liegt die Bestehensquote bei 53,6 %.

### Arbeitsrechtlicher Status
Nach § 45 Satz 1 WPO sollen Wirtschaftsprüfer als Angestellte von Wirtschaftsprüfungsgesellschaften die Rechtsstellung von Prokuristen haben. 2007 wurde mit dem Gesetz zur Stärkung der Berufsaufsicht und zur Reform berufsrechtlicher Regelungen in der Wirtschaftsprüferordnung hinzugefügt, dass angestellte Wirtschaftsprüfer als leitende Angestellte im Sinne des § 5 Abs. 3 BetrVG gelten.
Der Status des leitenden Angestellten bei angestellten Wirtschaftsprüfern bedeutet, dass für den angestellten Wirtschaftsprüfer diverse Arbeitnehmerrechte (wie z. B. das Arbeitszeitgesetz, Tarifverträge, Betriebsvereinbarungen, aktives und passives Wahlrecht bei Betriebsratswahlen) nicht mehr gelten.
Das Bundesarbeitsgericht hat entschieden, dass § 45 Satz 2 i. V. m. Satz 1 WPO verfassungskonform einschränkend so zu verstehen ist, dass die Bereichsausnahme von der Betriebsverfassung nur für angestellte Wirtschaftsprüfer mit Prokura gilt.
Die Gremien der Wirtschaftsprüferkammer haben die Streichung des § 45 Satz 2 WPO (angestellte WP/vBP als leitende Angestellte im Sinne des § 5 Abs. 3 BetrVG) vorgeschlagen. Dem Bundeswirtschaftsministerium wurde dieser Vorschlag im Rahmen der WPO-Änderungsvorschläge mit Schreiben vom 21. März 2012 übermittelt.

### Bestellung

#### Wahl
Der Abschlussprüfer des Jahresabschlusses wird von den Gesellschaftern vor Ablauf des Geschäftsjahrs, auf das sich seine Prüfungstätigkeit erstreckt, gewählt; den Abschlussprüfer des Konzernabschlusses wählen die Gesellschafter des Mutterunternehmens (§ 318 I 1,3 [Bestellung und Abberufung des Abschlussprüfers] HGB). Bei der Gesellschaft mit beschränkter Haftung, Offenen Handelsgesellschaft, der Kommanditgesellschaft kann im Rahmen der Satzungsautonomie ein anderes Organ gesellschaftsvertraglich für die Wahl zuständig sein (§ 318 I 2 HGB).

#### Auftragsvergabe
Die gesetzlichen Vertreter der AG, der mitbestimmenden GmbH, bei Zuständigkeit des Aufsichtsrats dieser, haben unverzüglich nach der Wahl den Prüfungsauftrag zu erteilen. Der Prüfungsauftrag kann nur widerrufen werden, wenn nach ein Gericht ein anderer Prüfer bestellt (§ 318 I 4,5 [Bestellung und Abberufung des Abschlussprüfers] HGB). Vorschlagsberechtigt ist bei der Aktiengesellschaft allein der Aufsichtsrat (vgl. § 124 III 1 AktG).

#### Abberufung
Ein erteilter und angenommener Prüfungsauftrag kann nach § 318 I 5 HGB von der Gesellschaft nur nach gerichtlicher Bestellung eines anderen Prüfers widerrufen werden. Eine Kündigung ist nur aus wichtigem Grund möglich, eine ordentliche Kündigung ist ebenso wie die einvernehmliche Aufhebung des Prüfungsauftrags nicht möglich. Als wichtiger Grund ist seitens der Gesellschaft die nachträglich festgestellte Nichtigkeit der Prüferwahl sowie der Wegfall der Prüfungspflicht anzusehen. Die Weigerung der Gesellschaft, ihren Vorlagen- und Auskunftspflichten gegenüber dem Wirtschaftsprüfer nachzukommen, begründet kein Kündigungsrecht, sondern stellt gegebenenfalls einen Grund zur Einschränkung oder Versagung des Bestätigungsvermerks dar (IDW PS 400.56).

#### Gerichtliche Ersetzung des Wirtschaftsprüfers
Nach § 318 III HGB hat das zuständige Gericht bei gesetzlicher Prüfungspflicht auf Antrag der gesetzlichen Vertreter, des Aufsichtsrats oder von den Gesellschaftern (bei AG: Quorum von 5 % des Grundkapitals oder eines Börsenwerts von 500.000 €) nach Anhörung der Beteiligten und des gewählten und des gewählten Prüfers einen anderen Wirtschaftsprüfer zu bestellen, wenn dies aus einem in der Person des Prüfers liegenden Grund geboten erscheint, insbesondere wenn ein Ausschlussgrund nach §§ 319, 319a HGB vorliegt. Weitere Gründe können sein: fehlende Qualifikation, ungenügende Ausstattung und schwerer Vertrauensbruch. Der Antrag ist binnen zwei Wochen nach dem Tag der Wahl des Abschlussprüfers zu stellen (§ 318 III 2 HGB). § 318 III 3 HGB stellt klar, dass im Falle des nachträglichen Bekanntwerdens eines Befangenheitsgrundes (Unabhängigkeit und Unbefangenheit des Abschlussprüfers) die Frist erst mit Erlangung der Kenntnis der befangenheitsgründenen Umstände zu laufen beginnt.

#### Gerichtliche Bestellung des Wirtschaftsprüfers
Vom gerichtlichen Ersetzungsverfahren eines gewählten Abschlussprüfers ist das gerichtliche Bestellungsverfahren nach § 318 IV HGB zu unterscheiden, das darauf gerichtet ist, einen bis zum Ablauf des Geschäftsjahres nicht gewählten Prüfer zu bestellen, um die rechtzeitige Durchführung der Abschlussprüfung zu gewährleisten. Das Gericht wird auf Antrag der gesetzlichen Vertreter, des Aufsichtsrats oder eines Gesellschafters, auch jedes Aktionärs, tätig, wobei die gesetzlichen Vertreter verpflichtet sind, den Antrag zu stellen (§ 318 IV 3 HGB).
Antragsgründe sind:
- fehlende, nichtige oder erfolgreich angefochtene Wahl des Abschlussprüfers,
- Ablehnung des Prüfungsauftrags durch den gewählten Abschlussprüfer,
- dessen Wegfall (z. B. durch Tod, Ausschließung aus dem Beruf),
- Verhinderung des gewählten Abschlussprüfers, die Prüfung rechtzeitig abzuschließen und
- nicht rechtzeitige Ersatzwahl.

Die gerichtliche Bestellung des Abschlussprüfers nach § 318 III, IV HGB muss durch diesen angenommen werden.